# 特拉华城
特拉華城（英語：Delaware City）是美國特拉华州紐卡斯爾縣的一個城市，東臨特拉華灣，是乞沙比克-德拉瓦運河的東部終點。面積3.4平方公里。根據2010年美國人口普查，人口1,695人。